# Jugurta
Jugurta, berberski kralj Numidije, * ok. 160 pr. n. št., † 104 pr. n. št.
Ljudstvo Numidijcev je bilo napol nomadsko in se ga ni razlikovalo od drugih Berberov v Severni Afriki do vladavine Masinise, ki je bil rimski zaveznik v Bitki pri Zami. Za njegove zasluge pri premagovanju Hannibala so Rimljani Masinissi podelili veliko kraljestvo, enako severni Alžiriji. 148 pr. n. št. ga je nasledil Masinisin sin Micips.

## Jugurta spozna, kako pokvarjen je Rim
Jugurta je bil bečak kralja Micipsa, oz. Masinisov vnuk.  
Ob smrti je imel Micipsa tri potencialne dediče: svoja dva sinova, Adherbala in Hiempsala I., ter nezakonskega nečaka, Jugurto (Masinisov vnuk). Bil je izjemno priljubljen med Numidijci, zato ga je Micips poslal v Hispanijo, kjer je Jugurta spletel koristna prijateljstva z vplivnimi Rimljani. Jugurta se je boril pod Scipionom Emilijanom pri obleganju Numancije, kjer je s prijateljstvom z rimskimi aristokrati spoznal rimske navade in vojaško taktiko. Micipsa, zaskrbljen, da bo Jugurta po njegovi smrti uzurpiral kraljestvo njegovim nekoliko manj sposobnim sinovom, ga je posvojil in kraljestvo zapustil skupaj svojima dvema sinovoma in Jugurti, pri čemer naj bi se kraljestvo razdelilo na tri dele.

## Jugurta v boju za prestol
Ko je Micipsa umrl 118 pr. n. št., sta ga nasledila sinova Himpsal in Adherbal. Himpsal in Jugurta sta se sprla. Jugurta je ubil Himpsala in se vojskoval z Adherbalom. Adherbal je po Jugurtovem porazu v odprtem boju pobegnil v Rim po pomoč.
Rimljani so Numidijo razdelili na dva dela. Jugurta je prejel zahodni del. Kasnejša rimska propaganda je trdila, da je bil ta del bogatejši.

## Jugurtova vojna
Jugurta je leta 112 pr. n. št. nadaljeval vojno z Adherbalom. S tem si je nakopal jezo Rima, ker je ubil bogatega Rimljana, ki je pomagal Adherbalu.
Po kratki vojni z Rimljani se je Jugurta predal in sklenil ugodno mirovno pogodbo. Rimski tribun Memmij je trdil, da je Jugurta dosegel ta dogovor s podkupovanjem rimskega poveljnika Numidije. Jugurta je poklican v Rim, da bi pričal proti rimskemu poveljniku. 
Jugurta ponovno izgubi podporo, ko ubije tekmeca Adherbala položaj kralja, prav tako pa ubije vsakogar, ki je slednjemu pomagal. Med temi so tudi rimski državljani. To izzove odločni rimski odgovor, ki Jugurti napove vojno. 
Vojna med Jugurto in Rimom se imenuje Jugurtova vojna in traja od leta 112 pr. n. št. do leta 105 pr. n. št.
Med Rimsko republiko in Jugurto zato ponovno izbruhne vojna, ki jo vodi konzul Metel. Vojna se zavleče, ker želijo Rimljani odločilno premagati Jugurto.
Rimski častnik Gaj Marij, razočaran nad pomanjkanjem pravega boja proti Jugurti, odide v Rim z željo, da bi postal konzul. Ko je izvoljen za konzula, izvede velike reforme rimske vojske. Gaj Marij pošlje kvestorja Kornelija Sulo v Mavretanijo, da bi zatrl podporo Jugurti. S pomočjo mavretanskega kralja Bocchusa I. ujamejo Jugurto, s čimer se konča vojna. Jugurto vklenjenega odpeljejo v Rim, ga zmagoslavno peljejeo v triumfu skozi Rim in ga leta 104 pr. n. št. ubijejo.

## V popularni kulturi
Jugurta je bil protagonist stripa z istim imenom, ki ga je Hermann Houppen risal od leta 1975 do 1977.